# ریکاردو اسپالترا
ریکاردو اسپالترا (انگلیسی: Riccardo Spaltro؛ زادهٔ ۱۹ فوریهٔ ۲۰۰۰) بازیکن فوتبال است.